# Kaisupeea herbacea
Kaisupeea herbacea är en tvåhjärtbladig växtart som först beskrevs av Charles Baron Clarke, och fick sitt nu gällande namn av Brian Laurence Burtt. Kaisupeea herbacea ingår i släktet Kaisupeea och familjen Gesneriaceae. Inga underarter finns listade i Catalogue of Life.